# Bekæmp rotterne (forkortet udg.)
Bekæmp rotterne [forkortet udg.] er en dansk dokumentarfilm fra 1948 instrueret af Valdemar Lauritzen og efter manuskript af Mogens Skot-Hansen.